# Język sawila
Język sawila, także tanglapui (tanlapui) – język papuaski używany w indonezyjskiej prowincji Małe Wyspy Sundajskie Wschodnie, na wyspie Alor. Według danych z 1997 roku posługuje się nim 3 tys. osób. Należy do grupy języków alor-pantar.
Jego użytkownicy zamieszkują tereny pomiędzy obszarami języków wersing i kula. Z danych Ethnologue wynika, że dzieli się na kilka dialektów: sawila, lona, salimana, lalamana, sileba.
Odnotowano, że wykazuje pewne podobieństwo strukturalne do języka kula (znanego także jako tanglapui), ale nie jest z nim dobrze wzajemnie zrozumiały, a jego użytkownicy mają odrębną tożsamość etniczną. M. Klamer (2010) sugeruje, że kula i sawila można sklasyfikować jako dialekty jednego języka, przy czym rozstrzygnięcie tej kwestii wymaga dokładniejszych danych.
Jest zagrożony wymarciem, znajduje się pod presją malajskiego alorskiego. W powszechnym użyciu są również języki wersing i kula. Sama nazwa „sawila” ma pochodzić z języka kula, rodzima nazwa tego języka to „manata”. Inne nazwy to „wullili” i „sawali”, używane przez lud Wersing.
Sporządzono skrótowy opis jego gramatyki (Sawila, w: The Papuan languages of Timor, Alor and Pantar: Sketch grammars, 2014) .